# 无机化学反应机理
《无机化学反应机理》是一本关于无机化学反应的反应机理的书籍。共分为五章：绪论、取代反应和交换反应、加成/消除反应、溶剂分解反应、氧化还原反应。附录部分列出了一些化学键的键能、反应的热效应、活化能等数据，以及常用单位的换算表。